# Seeschlacht von Fort Royal
Die Seeschlacht von Fort Royal (englisch: Battle of Fort Royal, französisch: Bataille de Fort-Royal) fand am 29. April 1781 während des Amerikanischen Unabhängigkeitskrieges zwischen einer britischen Flotte unter Konteradmiral Samuel Hood und einer französischen Flotte unter Admiral Comte de Grasse vor der Stadt Fort Royal statt. Nach einem vierstündigen Gefecht brach die britische Flotte den Kampf ab und zog sich zurück.

## Hintergrund
Im März 1781 verließ eine große französische Flotte unter dem Kommando des Comte de Grasse den Hafen von Brest. Von den 26 Linienschiffen wurde eines nach Nordamerika, fünf unter dem Kommando von Pierre André de Suffren nach Indien und alle anderen zu den Westindischen Inseln entsandt. Am 28. April erreichten die zwanzig Schiffe Martinique. Sie gingen östlich der Insel vor Anker und schickten einen Boten an Land. Sie erfuhren, dass 17 britische Linienschiffe unter dem Kommando von Samuel Hood den Hafen blockierten und vier französische Linienschiffe daran hinderten, diesen zu verlassen.
Hood hatte den Befehl von dem Commanding Officer Admiral George Brydges Rodney, den Hafen von der Leeseite zu blockieren, obwohl Hood protestierte, da dies einen großen Nachteil in einer Seeschlacht bringen würde. Ein weiterer Nachteil war seine geringere Flottenstärke. Vorteilhaft war, dass alle britischen Schiffe einen mit Kupferblech beschlagenen Rumpf hatten und dass es keine Hilfsschiffe gab, die beschützt werden mussten.

## Die Schlacht
De Grasse bereitete seine Flotte am Morgen des 29. April auf ein Gefecht vor. Er segelte in Kiellinie südlich um Kap Salomon und nah an der Küste entlang nach Fort Royal. Um 8 Uhr sichtete man die britische Flotte. Etwa um 9:20 Uhr verstärkte die HMS Prince William Hoods Flotte. Hood wollte die französischen Schiffe aufhalten, doch seine schlechte Position zum Wind, der aus ONO wehte, verhinderte dieses Vorhaben. Um 11:00 begann die französische Führungsspitze mit Beschuss aus der Ferne, ohne zu treffen. Um 12:30 Uhr standen sich die Schiffe in einiger Entfernung aufgereiht gegenüber. Doch de Grasse verzichtete darauf, näher an die britische Schiffe zu zusteuern. Die beiden Schlachtenreihen feuerten Breitseiten aufeinander. Doch die Schäden blieben aufgrund der Entfernung moderat. Vier Schiffe am südlichen Ende, die von acht französischen Schiffen ins Visier genommen wurden, wurden am stärksten beschädigt. Hood zog sich schließlich nach St. Lucia zurück, während ihm de Grasse noch etwa einen Tag lang folgte.

## Ergebnis
Hood schickte die HMS Russell zur Reparatur nach Sint Eustatius, da sie unterhalb der Wasserlinie beschädigt war. Außerdem sollte man Admiral Rodney über die Vorgänge informieren. Hood versuchte noch vergeblich, luvwärts zu den französischen Schiffe zu kommen. Am 11. Mai traf er Rodney zwischen St. Kitts und Antigua.
Die Angaben zu den französischen Verlusten schwanken von 18 bis 119 Toten und zwischen 56 und 150 Verletzten.

## Schlachtordnung

### Großbritannien
| Schiff                                                          | Kanonen | Kommandant                | Verluste | Verluste  | Verluste  | Anmerkungen                                                     |
| Schiff                                                          | Kanonen | Kommandant                | getötet  | verwundet | Insgesamt | Anmerkungen                                                     |
| Vorhut                                                          | Vorhut  | Vorhut                    | Vorhut   | Vorhut    | Vorhut    | Vorhut                                                          |
| --------------------------------------------------------------- | ------- | ------------------------- | -------- | --------- | --------- | --------------------------------------------------------------- |
| Alfred                                                          | 74      | William Bayne             | 0        | 0         | 0         |                                                                 |
| Belliqueux                                                      | 64      | James Brine               | 0        | 0         | 0         |                                                                 |
| Prince William                                                  | 64      | Stair Douglas             | 0        | 6         | 6         |                                                                 |
| Alcide                                                          | 74      | Charles Thompson          | 1        | 4         | 5         |                                                                 |
| Invincible                                                      | 74      | Richard Hussey Bickerton  | 2        | 4         | 6         |                                                                 |
| Monarch                                                         | 74      | Francis Reynolds          | 0        | 0         | 0         |                                                                 |
| Zentrum                                                         |         |                           |          |           |           |                                                                 |
| Barfleur                                                        | 98      | John Nicholson Inglefield | 5        | 0         | 5         | Flottenflaggschiff von Rear-Admiral Sir Samuel Hood             |
| Terrible                                                        | 74      | James Ferguson            | 0        | 0         | 0         |                                                                 |
| Princessa                                                       | 70      | Thomas Rich               | 0        | 0         | 0         |                                                                 |
| Ajax                                                            | 74      | John Symonds              | 3        | 5         | 8         |                                                                 |
| Resolution                                                      | 74      | Robert Manners            | 1        | 8         | 9         |                                                                 |
| Montague                                                        | 74      | John Houlton              | 0        | 4         | 4         |                                                                 |
| Nachhut                                                         |         |                           |          |           |           |                                                                 |
| Gibraltar                                                       | 80      | Charles Knatchbull        | 6        | 8         | 14        | Geschwaderflaggschiff von Rear-Admiral Francis Samuel Drake     |
| Centaur                                                         | 74      | John Neale Pleydell Nott  | 13       | 27        | 40        | Auch Captain Nott und der Erste Leutnant James Plowden starben. |
| Russell                                                         | 74      | Henry Savage              | 5        | 16        | 21        | Auch Segelmeister Robert Johnson starb.                         |
| Torbay                                                          | 74      | Lewis Gedoin              | 3        | 29        | 32        |                                                                 |
| Intrepid                                                        | 64      | Anthony James Pye Molloy  | 1        | 0         | 1         |                                                                 |
| Shrewsbury                                                      | 74      | Mark Robinson             | 6        | 14        | 20        |                                                                 |
| Zugeordnete Fregatten                                           |         |                           |          |           |           |                                                                 |
| Lizard                                                          | 28      | Edmund Dod                | 0        | 0         | 0         | Fregatte, Signalwiederholung                                    |
| Pacahunta                                                       | 14      | I. Coffin                 | 0        | 0         | 0         | Sloop, Signalwiederholung                                       |
| Gesamtverluste: 39 getötet, 161 verwundet                       |         |                           |          |           |           |                                                                 |
| Quelle: Isaac Schomberg: Naval Chronology, Band 4, 1802, S. 382 |         |                           |          |           |           |                                                                 |

### Frankreich
| Schiff | Kanonen                  | Kommandant                                          | Verluste                 | Verluste                 | Verluste                 | Anmerkungen                                                              |
| Schiff | Kanonen                  | Kommandant                                          | getötet                  | verwundet                | Insgesamt                | Anmerkungen                                                              |
| Escadre blanche et bleue                                                                                       | Escadre blanche et bleue | Escadre blanche et bleue                            | Escadre blanche et bleue | Escadre blanche et bleue | Escadre blanche et bleue | Escadre blanche et bleue                                                 |
| --- | ------------------------ | --------------------------------------------------- | ------------------------ | ------------------------ | ------------------------ | ------------------------------------------------------------------------ |
| Languedoc | 80                       | Jean-François d’Arros d’Argelos                     |                          |                          |                          |                                                                          |
| Citoyen | 74                       | Alexandre de Thy (Comte d’Ethy)                     |                          |                          |                          |                                                                          |
| Glorieux | 74                       | Vicomte d'Escars                                    |                          |                          |                          |                                                                          |
| Auguste | 80                       | Pierre-Joseph de Castellan                          |                          |                          |                          | Geschwaderflaggschiff von Chef d’escadre Louis Antoine de Bougainville   |
| Souverain | 74                       | Jean-Baptiste de Glandevès du Castellet             |                          |                          |                          |                                                                          |
| Diadème | 74                       | Louis-Augustin de Monteclerc                        |                          |                          |                          |                                                                          |
| Médée | 32                       | Chevalier de Girardin                               |                          |                          |                          | Fregatte, Signalwiederholung                                             |
| Escadre blanche                                                                                                |                          |                                                     |                          |                          |                          |                                                                          |
| Zélé | 74                       | Chevalier de Gras-Préville                          |                          |                          |                          |                                                                          |
| Scipion | 74                       | Comte de Clavel                                     |                          |                          |                          |                                                                          |
| Northumberland                                                                                                 | 74                       | Marquis de Briqueville                              |                          |                          |                          |                                                                          |
| Ville de Paris                                                                                                 | 104                      | Pierre de Vaugiraud, Antoine Cresp de Saint-Cézaire |                          |                          |                          | Flottenflaggschiff von Lieutenant-général François Joseph Paul de Grasse |
| Sceptre | 74                       | Louis-Philippe de Vaudreuil                         |                          |                          |                          |                                                                          |
| Hector | 74                       | Renaud d'Aleins                                     |                          |                          |                          |                                                                          |
| Magnanime | 74                       | Comte Le Bègue                                      |                          |                          |                          |                                                                          |
| Diligente | 26                       | Vicomte de Mortemart                                |                          |                          |                          | Fregatte, Signalwiederholung                                             |
| Pandour | 14                       | de Grasse-Limermont                                 |                          |                          |                          | Kutter, Signalwiederholung                                               |
| Escadre bleue                                                                                                  |                          |                                                     |                          |                          |                          |                                                                          |
| Bourgogne | 74                       | Chevalier de Charitte                               |                          |                          |                          |                                                                          |
| Vaillant | 64                       | Comte d'Ethy                                        |                          |                          |                          |                                                                          |
| Marseillois | 74                       | Henri-César de Castellane-Majastre                  |                          |                          |                          |                                                                          |
| César | 74                       | Charles Régis de Coriolis d’Espinouse               |                          |                          |                          |                                                                          |
| Saint-Esprit                                                                                                   | 80                       | Joseph-Bernard de Chabert-Cogolin                   |                          |                          |                          |                                                                          |
| Hercule | 74                       | Vicomte de Turpin de Breuil                         |                          |                          |                          |                                                                          |
| Pluton | 74                       | François Hector d’Albert de Rions                   |                          |                          |                          |                                                                          |
| Aigrette | 26                       | Jean-Baptiste Prevost de Sansac de Traversay        |                          |                          |                          | Fregatte, Signalwiederholung                                             |
| Alerte | 18                       | de Chabons                                          |                          |                          |                          | Kutter, Signalwiederholung                                               |
| Im Hafen von Fort Royal blockierte Schiffe                                                                     |                          |                                                     |                          |                          |                          |                                                                          |
| Victoire | 74                       | François d’Albert de Saint-Hippolyte                |                          |                          |                          |                                                                          |
| Caton | 64                       | Georges-Francois Godefroy de Framond                |                          |                          |                          |                                                                          |
| Réfléchi | 64                       | Armand-François Cillart de Surville                 |                          |                          |                          |                                                                          |
| Solitaire | 64                       | Louis-Toussaint Champion de Cicé                    |                          |                          |                          |                                                                          |
| Gesamtverluste: 119 getötet, 150 verwundet nach anderen Angaben 18 getötet, 56 verwundet                       |                          |                                                     |                          |                          |                          |                                                                          |
| Quelle: Onésime-Joachim Troude: Batailles navales de la France, Challamel ainé, 1867, Band 2, S. 100–102 vol.2 |                          |                                                     |                          |                          |                          |                                                                          |